# Населення Пуерто-Рико
Населення Пуерто-Рико. Чисельність населення країни 2015 року становила 3,598 млн осіб (131-ше місце у світі). Чисельність пуерториканців стабільно зменшується, народжуваність 2015 року становила 10,86 ‰ (180-те місце у світі), смертність — 8,67 ‰ (73-тє місце у світі), природний приріст — −0,6 % (227-ме місце у світі) . 

## Природний рух

### Відтворення
Народжуваність на Пуерто-Рико, станом на 2015 рік, дорівнює 10,86 ‰ (180-те місце у світі). Коефіцієнт потенційної народжуваності 2015 року становив 1,64 дитини на одну жінку (176-те місце у світі).
Смертність на Пуерто-Рико 2015 року становила 8,67 ‰ (73-тє місце у світі).
Природний приріст населення в країні 2015 року був негативним і становив −0,6 % (депопуляція) (227-ме місце у світі).

### Вікова структура

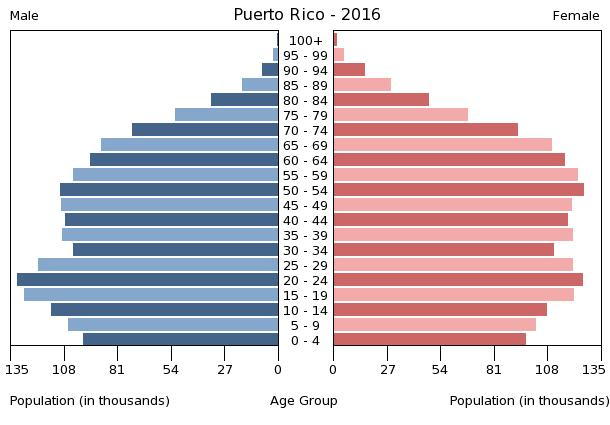
Віково-статева піраміда населення Пуерто-Рико, 2016 рік

Середній вік населення Пуерто-Рико становить 39,5 року (54-те місце у світі): для чоловіків — 37,5, для жінок — 41,4 року. Очікувана середня тривалість життя 2015 року становила 79,25 року (48-ме місце у світі), для чоловіків — 75,62 року, для жінок — 82,94 року.
Вікова структура населення Пуерто-Рико, станом на 2015 рік, має такий вигляд:
- діти віком до 14 років — 17,72 % (325 944 чоловіки, 311 520 жінок);
- молодь віком 15—24 роки — 14,3 % (263 337 чоловіків, 251 215 жінок);
- дорослі віком 25—54 роки — 38,39 % (661 124 чоловіки, 720 160 жінок);
- особи передпохилого віку (55—64 роки) — 12,1 % (197 073 чоловіки, 238 351 жінка);
- особи похилого віку (65 років і старіші) — 17,5 % (271 633 чоловіки, 358 000 жінок)[1].

## Розселення
Густота населення країни 2015 року становила 415,2 особи/км² (34-те місце у світі). Міські поселення групуються вздовж узбережжя. Найбільше поселення Сан-Хуан. Винятком є населений регіон навколо Кагуасі в глибині острова безпосередньо на південь від столиці. Західна частина острова малонаселена.

### Урбанізація
Пуерто-Рико надзвичайно урбанізована країна. Рівень урбанізованості становить 93,6 % населення країни (станом на 2015 рік), темпи зменшення частки міського населення — 0,21 % (оцінка тренду за 2010—2015 роки).
Головні міста країни: Сан-Хуан (столиця) — 2,463 млн осіб (дані за 2015 рік).

### Міграції

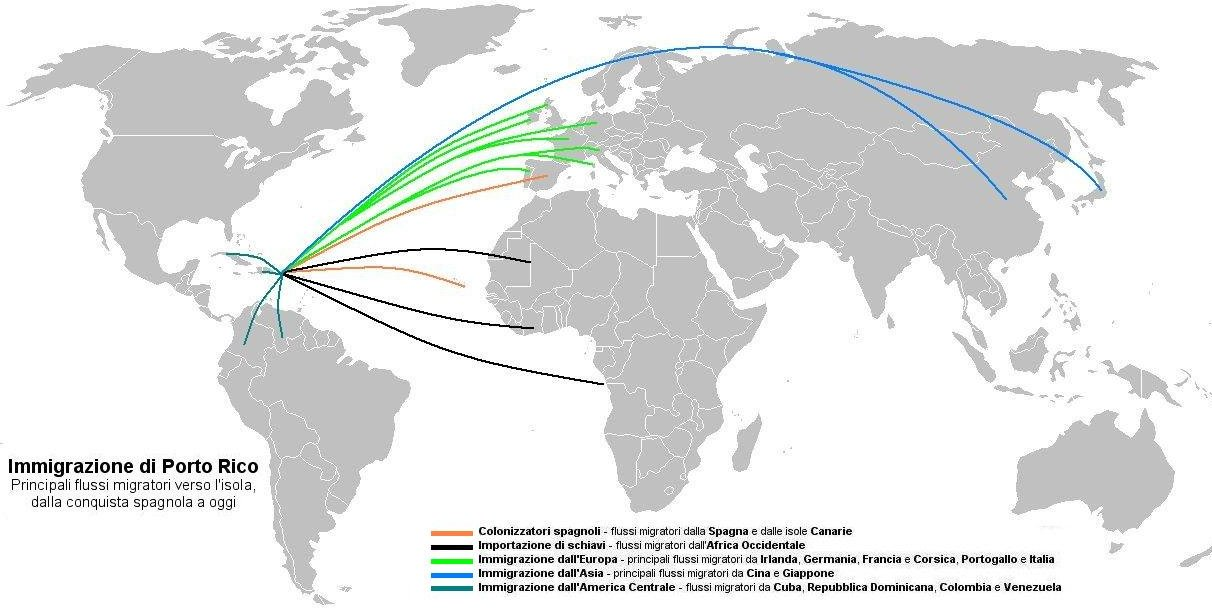
Імміграція до Пуерто-Рико

Річний рівень еміграції 2015 року становив 8,15 ‰ (208-ме місце у світі). Цей показник не враховує різниці між законними і незаконними мігрантами, між біженцями, трудовими мігрантами та іншими.

## Расово-етнічний склад
| Етнічний склад (2012 рік) | Етнічний склад (2012 рік) | Етнічний склад (2012 рік) | Етнічний склад (2012 рік) | Етнічний склад (2012 рік) |
| ------------------------- | ------------------------- | ------------------------- | ------------------------- | ------------------------- |
| Етнос:                    |                           |                           | Відсоток:                 |                           |
| білі                      | білі                      |                           | 75.8%                     | 75.8%                     |
| темношкірі                | темношкірі                |                           | 12.4%                     | 12.4%                     |
| інші                      | інші                      |                           | 11.8%                     | 11.8%                     |

Головні етноси країни: білі — 75,8 %, темношкірі — 12,4 %, індіанці, полінезійці, ескімоси та інші — 8,5 %, мішаного походження — 3,3 % населення (оціночні дані за 2010 рік).

## Мови
| Мови Пуерто-Рико (2015 рік) | Мови Пуерто-Рико (2015 рік) | Мови Пуерто-Рико (2015 рік) | Мови Пуерто-Рико (2015 рік) | Мови Пуерто-Рико (2015 рік) |
| --------------------------- | --------------------------- | --------------------------- | --------------------------- | --------------------------- |
| Мова:                       |                             |                             | Відсоток:                   |                             |
| іспанська                   | іспанська                   |                             | %                           | %                           |
| англійська                  | англійська                  |                             | %                           | %                           |

Офіційні мови: іспанська й англійська.

## Релігії
| Релігії на Пуерто-Рико (2015 рік) | Релігії на Пуерто-Рико (2015 рік) | Релігії на Пуерто-Рико (2015 рік) | Релігії на Пуерто-Рико (2015 рік) | Релігії на Пуерто-Рико (2015 рік) |
| --------------------------------- | --------------------------------- | --------------------------------- | --------------------------------- | --------------------------------- |
| Віросповідання:                   |                                   |                                   | Відсоток:                         |                                   |
| католики                          | католики                          |                                   | 85%                               | 85%                               |
| інші                              | інші                              |                                   | 15%                               | 15%                               |

Головні релігії й вірування, які сповідує, і конфесії та церковні організації, до яких відносить себе населення країни: римо-католицтво — 85 %, протестантизм та інші — 15 % (станом на 2015 рік).

## Освіта
Рівень письменності 2015 року становив 93,3 % дорослого населення (віком від 15 років): 92,8 % — серед чоловіків, 93,8 % — серед жінок.
Державні витрати на освіту становлять 6,4 % ВВП країни, станом на 2013 рік Середня тривалість освіти становить 15 років, для хлопців — до 14 років, для дівчат — до 15 років (станом на 2013 рік).

## Охорона здоров'я
Смертність немовлят до 1 року, станом на 2015 рік, становила 7,57 ‰ (157-ме місце у світі); хлопчиків — 8,38 ‰, дівчаток — 6,75 ‰. Рівень материнської смертності 2015 року становив 14 випадків на 100 тис. народжень (140-ве місце у світі).
Пуерто-Рико входить до складу ряду міжнародних організацій: Міжнародного руху (ICRM) і Міжнародної федерації товариств Червоного Хреста і Червоного Півмісяця (IFRCS), Дитячого фонду ООН (UNISEF), Всесвітньої організації охорони здоров'я (WHO).

### Захворювання
Станом на серпень 2016 року в країні були зареєстровані випадки зараження вірусом Зіка через укуси комарів Aedes, переливання крові, статевим шляхом, під час вагітності.
Кількість хворих на СНІД невідома, дані про відсоток інфікованого населення в репродуктивному віці 15—49 років відсутні. Дані про кількість смертей від цієї хвороби за 2014 рік відсутні.

### Санітарія
Доступ до облаштованих джерел питної води 2012 року мало 93,6 % населення в містах і 93,6 % в сільській місцевості; загалом 93,6 % населення країни. Відсоток забезпеченості населення доступом до облаштованого водовідведення (каналізація, септик): в містах — 99,3 %, в сільській місцевості — 99,3 %, загалом по країні — 99,3 % (станом на 2015 рік).

## Соціально-економічне становище
Співвідношення осіб, що в економічному плані залежать від інших, до осіб працездатного віку (15—64 роки) загалом становить 50 % (станом на 2015 рік): частка дітей — 28,3 %; частка осіб похилого віку — 21,7 %, або 4,6 потенційно працездатного на 1 пенсіонера. Загалом ці показники характеризують рівень потреби державної допомоги в секторах освіти, охорони здоров'я і пенсійного забезпечення, відповідно. Дані про відсоток населення країни, що перебуває за межею бідності, відсутні. Дані про розподіл доходів домогосподарств у країні відсутні.
Станом на 2012 рік, у країні 357,8 тис. осіб не має доступу до електромереж; 91 % населення має доступ, у містах цей показник дорівнює 91 %, у сільській місцевості — 80 %. Рівень проникнення інтернет-технологій надзвичайно високий. Станом на липень 2015 року в країні налічувалось 2,86 млн унікальних інтернет-користувачів (98-ме місце у світі), що становило 79,5 % загальної кількості населення країни.

### Трудові ресурси
Загальні трудові ресурси 2014 року становили 1,139 млн осіб (141-ше місце у світі). Зайнятість економічно активного населення у господарстві країни розподіляється таким чином: аграрне, лісове і рибне господарства — 2,1 %; промисловість і будівництво — 19 %; сфера послуг — 79 % (станом на 2005 рік). Безробіття 2014 року дорівнювало 13,7 % працездатного населення, 2013 року — 15 % (147-ме місце у світі); серед молоді у віці 15—24 років ця частка становила 26,6 %, серед юнаків — 28,9 %, серед дівчат — 23,1 % (33-тє місце у світі).

## Кримінал

### Торгівля людьми
Згідно зі щорічною доповіддю про торгівлю людьми (англ. Trafficking in Persons Report) Управління з моніторингу та боротьби з торгівлею людьми Державного департаменту США, уряд Пуерто-Рико докладає значних зусиль у боротьбі з явищем примусової праці, сексуальної експлуатації, незаконною торгівлею внутрішніми органами, але законодавство відповідає мінімальним вимогам американського закону 2000 року щодо захисту жертв (англ. Trafficking Victims Protection Act’s) не повною мірою, країна перебуває у списку другого рівня.

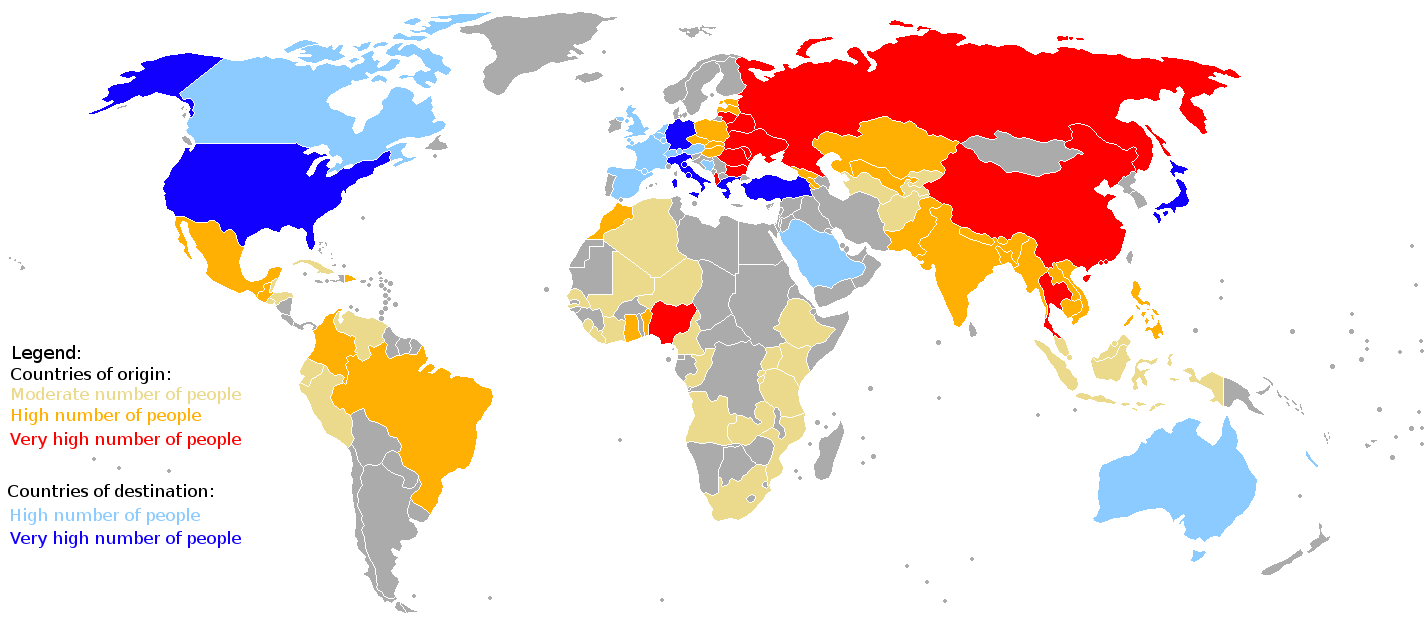
Країни-донори (червоний) і країни-реципієнти кримінальних потоків  (англ.)
Глобальна боротьба з торгівлею людьми (англ.)

## Гендерний стан
Статеве співвідношення (оцінка 2015 року):
- при народженні — 1,02 особи чоловічої статі на 1 особу жіночої;
- у віці до 14 років — 1,05 особи чоловічої статі на 1 особу жіночої;
- у віці 15—24 років — 1,05 особи чоловічої статі на 1 особу жіночої;
- у віці 25—54 років — 0,92 особи чоловічої статі на 1 особу жіночої;
- у віці 55—64 років — 0,83 особи чоловічої статі на 1 особу жіночої;
- у віці за 64 роки — 0,76 особи чоловічої статі на 1 особу жіночої;
- загалом — 0,92 особи чоловічої статі на 1 особу жіночої[1].

## Демографічні дослідження
Демографічні дослідження в країні ведуться рядом державних (Бюро перепису населення США) і наукових установ Сполучених Штатів Америки.

### Українською
- Атлас. 10—11 клас. Економічна і соціальна географія світу / упорядники :  О. Я. Скуратович, Н. І. Чанцева. — К. : ДНВП «Картографія», 2010. — ISBN 978-966-475-639-3.
- Атлас світу / голов. ред. І. С. Руденко ; зав. ред. В. В. Радченко ; відп. ред. О. В. Вакуленко. — К. : ДНВП «Картографія», 2005. — 336 с. — ISBN 9666315467.
- Безуглий В. В. Економічна і соціальна географія зарубіжних країн : Навчальний посібник. — К. : ВЦ «Академія», 2007. — 704 с. — ISBN 978-966-580-239-6.
- Безуглий В. В., Козинець С. В. Регіональна економічна і соціальна географія світу : Навчальний посібник. — видання 2-ге, доп., перероб. — К. : ВЦ «Академія», 2007. — 688 с. — ISBN 966-580-144-9.
- Головченко В. І., Кравчук О. Країнознавство: Азія, Африка, Латинська Америка, Австралія і Океанія. — К., 2006. — 335 с. — ISBN 966-8939-04-2.
- Гудзеляк І. І. Географія населення: Навчальний посібник / І. Гудзеляк. — Л. : Видавничий центр ЛНУ імені Івана Франка, 2008. — 232 с. — ISBN 978-966-613-599-8.
- Дахно І. І. Країни світу: Енциклопедичний довідник / І. І. Дахно, С. М. Тимофієв. — К. : Мапа, 2011. — 606 с. — (Бібліотека нового українця) — ISBN 978-966-8804-23-6.
- Дахно І. І. Економічна географія зарубіжних країн : навчальний посібник. — К. : Центр учбової літератури, 2014. — 319 с. — ISBN 978-611-01-0682-5.
- Джаман В. О. Регіональні системи розселення: демографічні аспекти. — Чернівці : Рута, 2003. — 392 с. — ISBN 9665685988.
- Дорошенко Л. С. Демографія: Навчальний посібник. — К. : МАУП, 2005. — 112 с. — ISBN 966-608-442-2.
- Дубович І. А. Країнознавчий словник-довідник. — 5-те вид., перероб. і доп. — К. : Знання, 2008. — 839 с. — ISBN 978-966-346-330-8.
- Економічна і соціальна географія країн світу. Навчальний посібник / За ред. Кузика С. П. — Л. : Світ, 2002. — 672 с. — ISBN 966-603-178-7.
- Загальна медична географія світу / В. О. Шевченко [та ін.] — К. : [б.в.], 1998. — 178 с.
- Книш М. М., Мамчур О. І. Регіональна економічна і соціальна географія світу (Латинська Америка та Карибські країни, Африка, Азія, Океанія) : навч. посіб. — Л. : ЛНУ ім. Івана Франка, 2013. — 368 с. — ISBN 978-617-10-0007-0.
- Крисаченко В. С. Динаміка населення: Популяційні, етнічні та глобальні виміри. — К. : Видавництво Національного інституту стратегічних досліджень, 2005. — 368 с. — ISBN 966-554-083-1.
- Кузик С. П., Книш М. М. Економічна і соціальна географія країн Америки : навч. посіб. — Л. : ЛНУ ім. Івана Франка, 1999. — 299 с. — ISBN 966-613-026-2.
- Любіцева О. О., Мезенцев К. В., Павлов С. В. Географія релігій. — К. : АртЕК, 1999. — 504 с. — ISBN 966-505-006-0.
- Масляк П. О. Країнознавство. — К. : Знання, 2007. — 292 с. — (Вища освіта XXI століття)
- Масляк П. О., Дахно І. І. Економічна і соціальна географія світу / П. О. Масляк, І. І. Дахно ; за ред. П. О. Масляка. — К. : Вежа, 2003. — 280 с. — ISBN 966-7091-53-8.

### Російською
- (рос.) Пуэрто-Рико // Демографический энциклопедический словарь / главн. ред. Валентей Д. И. — М. : Советская энциклопедия, 1985. — 608 с.
- (рос.) Пуэрто-Рико // Латинская Америка. Энциклопедический справочник [в 2-х тт.] / Главный редактор В. В. Вольский. — М. : Советская энциклопедия, 1982. — Т. 2. К-Я. — 656 с.
- (рос.) Пуэрто-Рико // Страны и народы. Америка. Общий обзор Латинской Америки. Средняя Америка / Редкол. : отв. ред. В. В. Вольский, Я. Г. Машбиц и др. — М. : «Мысль», 1981. — 333 с. — (Страны и народы) — 180 тис. прим.
- (рос.) Атлас народов мира / Отв. ред. С. И. Брук и В. С. Апенченко. — М. : ГУГК ГГК СССР и Институт этнографии им. Н. Н. Миклухо-Маклая АН СССР, 1964. — 185 с. — 20 тис. прим.
- (рос.) Численность и расселение народов мира. Этнографические очерки / под ред. С. И. Брука. — М. : Издательство АН СССР, 1962. — 487 с.
- (рос.) Лаппо Г. М. География городов: Учебное пособие для географических факультетов вузов. — М. : Туманит, изд. центр ВЛАДОС, 1997. — 476 с. — ISBN 5-691-00047-0.
- (рос.) Ягельский А. География населения. — М. : Прогресс, 1980. — 383 с.